# Микин, Стив
Стив Микин (англ. Steve Meakin; род. 1961) — бывший английский профессиональный игрок в снукер.

## Биография и карьера
Родился 19 июля 1961 года в Блэкпуле.
В возрасте 22 лет Стив Микин был одним из лучших английских любителей. В 1983 году он выступал в финале Северной группы на Чемпионате Англии по снукеру среди любителей, который проиграл Джону Пэрроту со счётом 4:8. С 1984 года принимал участие в квалификации профессионального тура, но только в 1987 году стал профессионалом.
В сезоне 1987/88 он выиграл свой первый профессиональный матч на Гран-при, играя против Марио Морры. В сезоне 1990/91 Стив Микин также дошел до третьего раунда чемпионата мира. Окончил карьеру профессионального снукериста в 1997 году. В 2001 году снова пытался вернуться в профессиональный снукер через Challenge Tour, но безуспешно.
Тренировался в клубе Commonwealth Club, был членом Layton Institute. Вернувшись в Ланкашир после окончания участия в Мэйн-туре, продолжил играть в местных турнирах по снукеру, в том числе в соревнованиях ветеранов.